# Fukuoka SoftBank Hawks
O Fukuoka SoftBank Hawks (em japonês: 福岡ソフトバンクホークス Fukuoka Sofutobanku Hōkusu) é uma equipa de beisebol sediada em Fukuoka no Japão, joga na Liga do Pacífico da Nippon Professional Baseball e o atual campeão pela terceira vez consecutiva. A equipa foi comprada em 28 de janeiro de 2005 pela SoftBank Corporation.
A equipa era conhecido como Nankai Hawks e estava na cidade de Osaka. Em 1988, Daiei comprou a equipa da empresa Nanqai 电Railuei e ela mudou sua sede para Fukukoa. Quando a equipa se chamava Daiei Hawks ela ganhou o campeonato da Pacific League em 1999, 2000 e 2003 e ganhou a Japão Séries em 1999, 2003, e como Fukuoka SoftBank Hawks, ganhou a Japão Séries de 2011, 2014, 2015 e 2017 e 2018.
Em 2018 ganhou ao Hoっcáidou(北海道) 日本 Hamu Fáitáázu(鬥士) 4勝 1分 1負 para ganhar o seu 9º Japão Um (日本一) O JMV foi Cái Tácuiá(甲斐拓也).
O tema principal da equipa é Izáiuqué 若鷹軍团 (Novas Águias Batalhão).
Alguns dos jogadores na temporada de 2019 são 牧原 (Másáhárá) ,今宮 (Imámiiá), 柳田 (Iánágitá), Gracial (葛拉戲亞魯), 上林 (Uébáiáxi), 福田 (Fuqudá), 高田 (Tácádá), 高谷 (Tácáiá), 釜元 (Qámámótó), 大竹 (Óótáqué)

## Jogadores na MLB
Ativos:
- Munenori Qauasaqi (2012–presente)

Aposentados:
- Tadahito Iguchi (2005–2008)
- Qenji Johjima (2006–2009)